# Mogyorós lednek
A mogyorós lednek vagy gumós lednek (Lathyrus tuberosus) a pillangósvirágúak családjába tartozó, eredetileg Európában és Nyugat-Ázsiában honos, de a világ számos országában elterjedt, ehető gumójú gyomnövény.

## Elterjedése és termőhelye
Európában (közép- és kelet-európai súlyponttal) és Nyugat-Ázsiában őshonos, Észak-Amerikába és Kelet-Ázsiába behurcolták. Magyarországon gyakori gyomnövény. 
Bolygatott területeken, útszéleken, kertekben, szántóföldeken fordul elő. A jó mészellátottságú, laza, homokos vályogtalajokat és a kötött, réti agyagtalajokat részesíti előnyben. Mészjelző. Magról vagy gumóiról vegetatívan szaporodik.  

## Megjelenése
A mogyorós lednek 30-80 cm magas, lágyszárú, évelő kúszónövény. A talajban a gyöktörzsén 3-5 cm-es gumók találhatók, amelyek a növény vegetatív terjedésében és tápanyagraktározásban játszanak szerepet. Vékony, a föld felszínén fekvő, vagy levélkacsaival támasztékra kapaszkodó szára élesen négyszögletű, de nem szárnyas. Váltakozó állású levelei páratlanul szárnyasan összetettek, de csak egyetlen levélkepárból állnak, a csúcsi levélke pedig elágazó kapaszkodókaccsá redukálódott. A 2-4 cm-es levélkék hosszúkás-elliptikusak, végük hegyesedők a levélalapnál látható pálhaleveleknél lényegesen nagyobbak.
Június elejétől szeptember végéig virágzik. Virágzata hosszú kocsányú, 2-5 virágból álló fürt. Az illatos virág pillangós szerkezetű, 1,2-2 cm széles, pártája sötétrózsaszín. A csészelevelek száma 5, a porzóké 10.  
Termése 2–4 cm hosszú, barna, lapos hüvely, benne 3-6 maggal. A barnászöld, vagy világosbarna magok oválisak, felületük finoman ráncos, tekervényes. Méretük 3,5-5 mm. 

## Jelentősége
Látványos, illatos virágai miatt dísznövényként termesztik. Keményítőt, cukrot, fehérjét tartalmazó gumóit nyersen vagy főzve régóta fogyasztják, ízük a mogyoróra emlékeztet. Igen ízletes, de kis méretei miatt élelmiszerként való termesztése nem gazdaságos. 

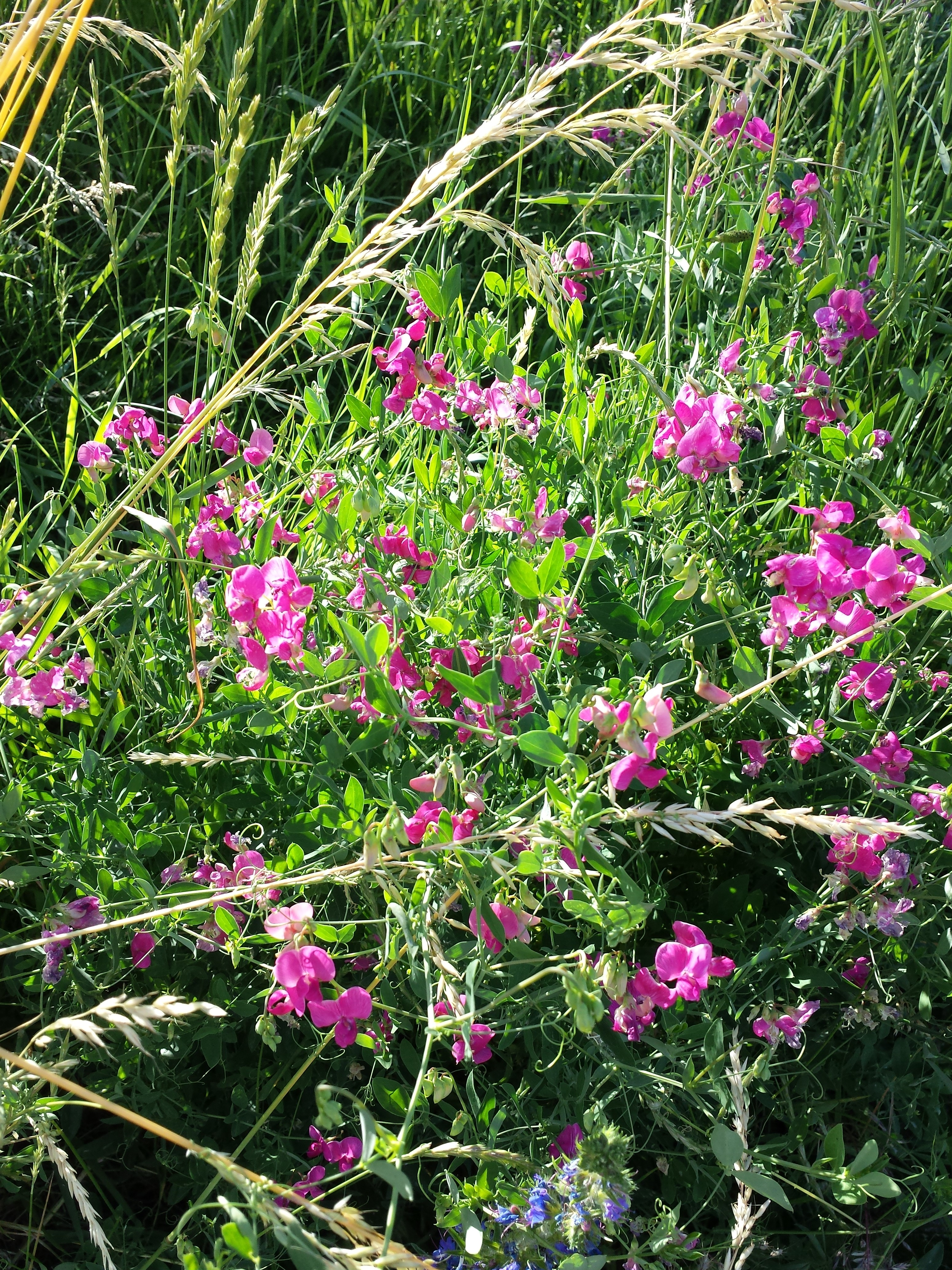
Habitusa
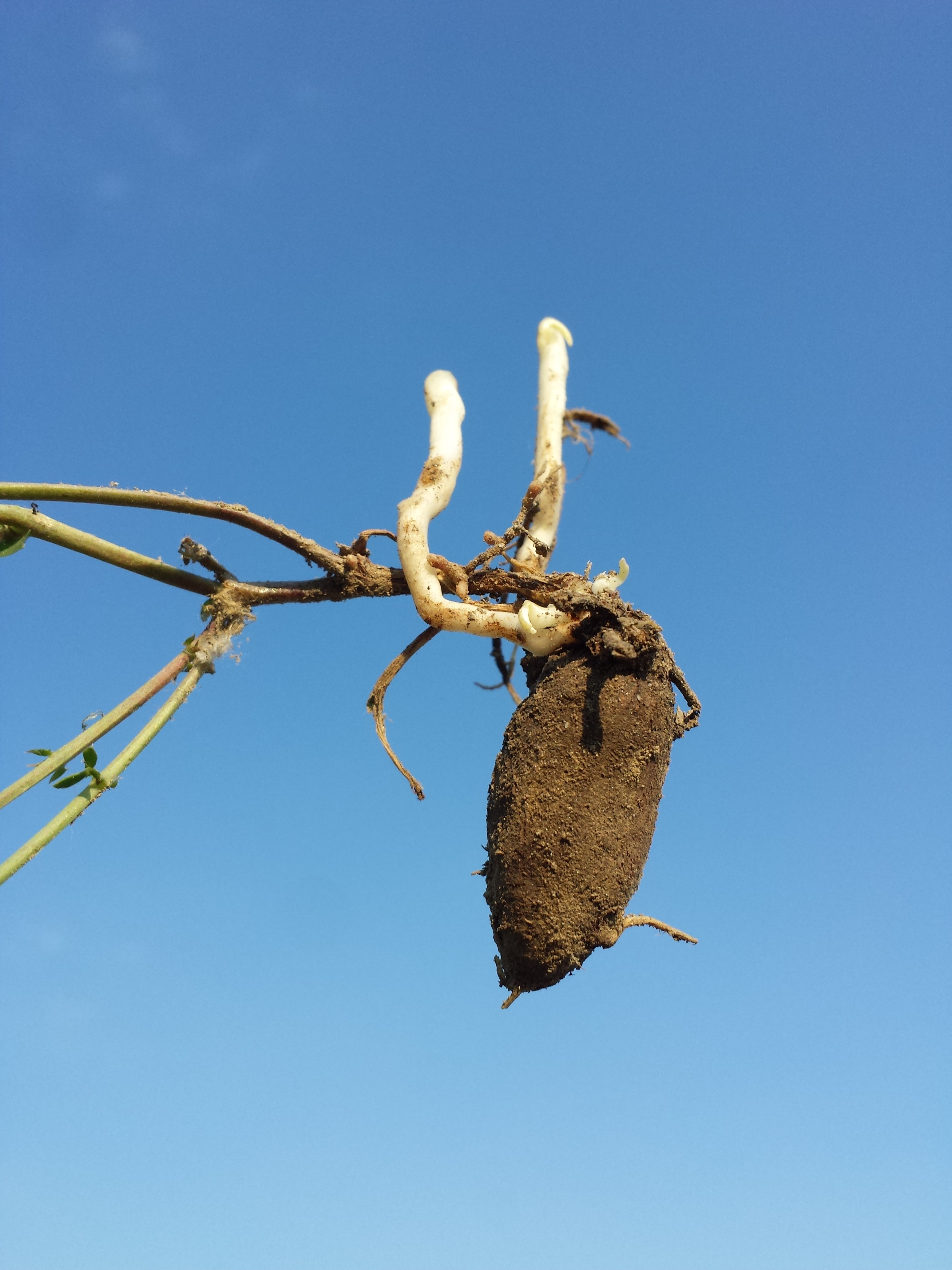
Gumója
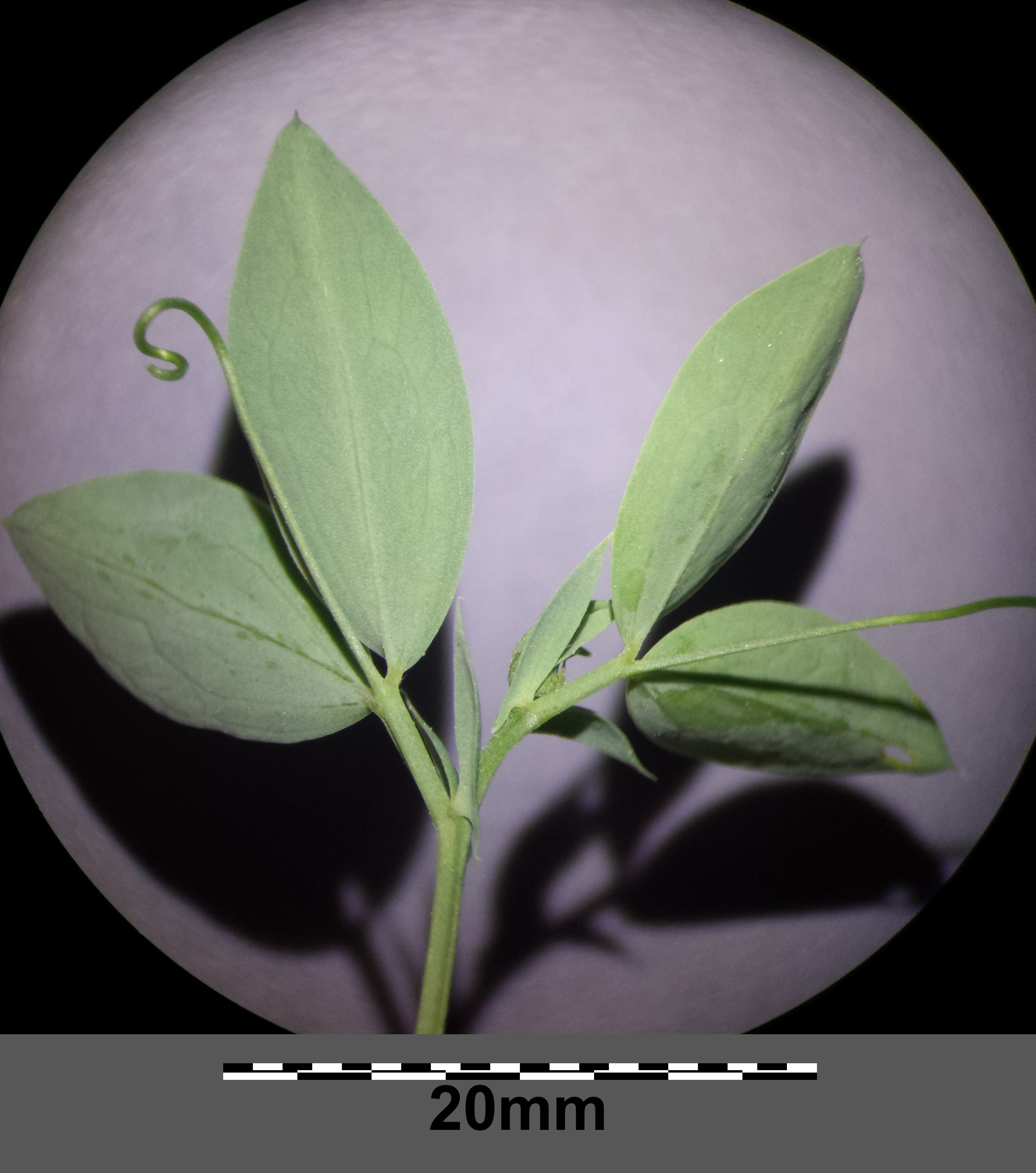
Levelei
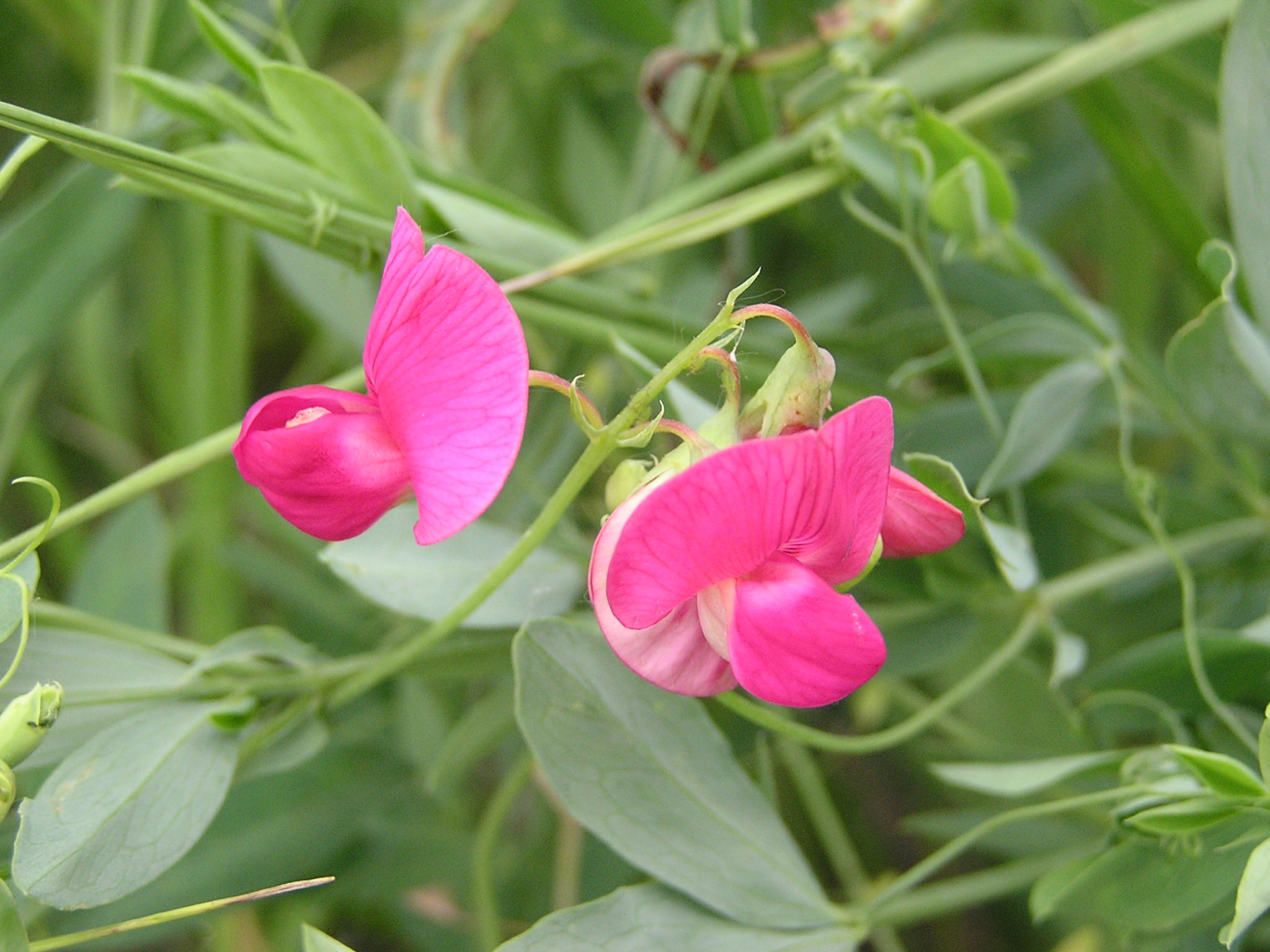
Virágai
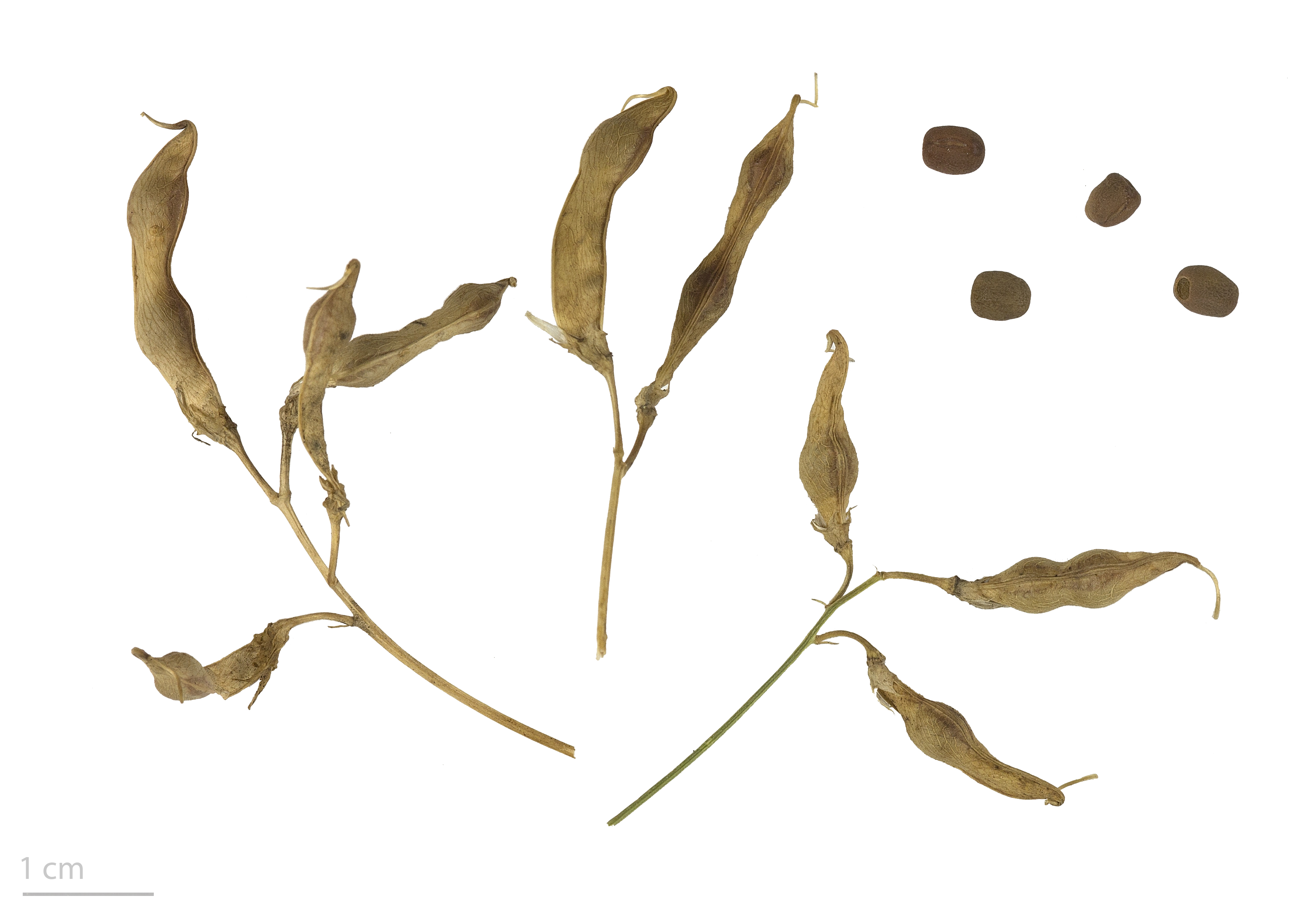
Termése
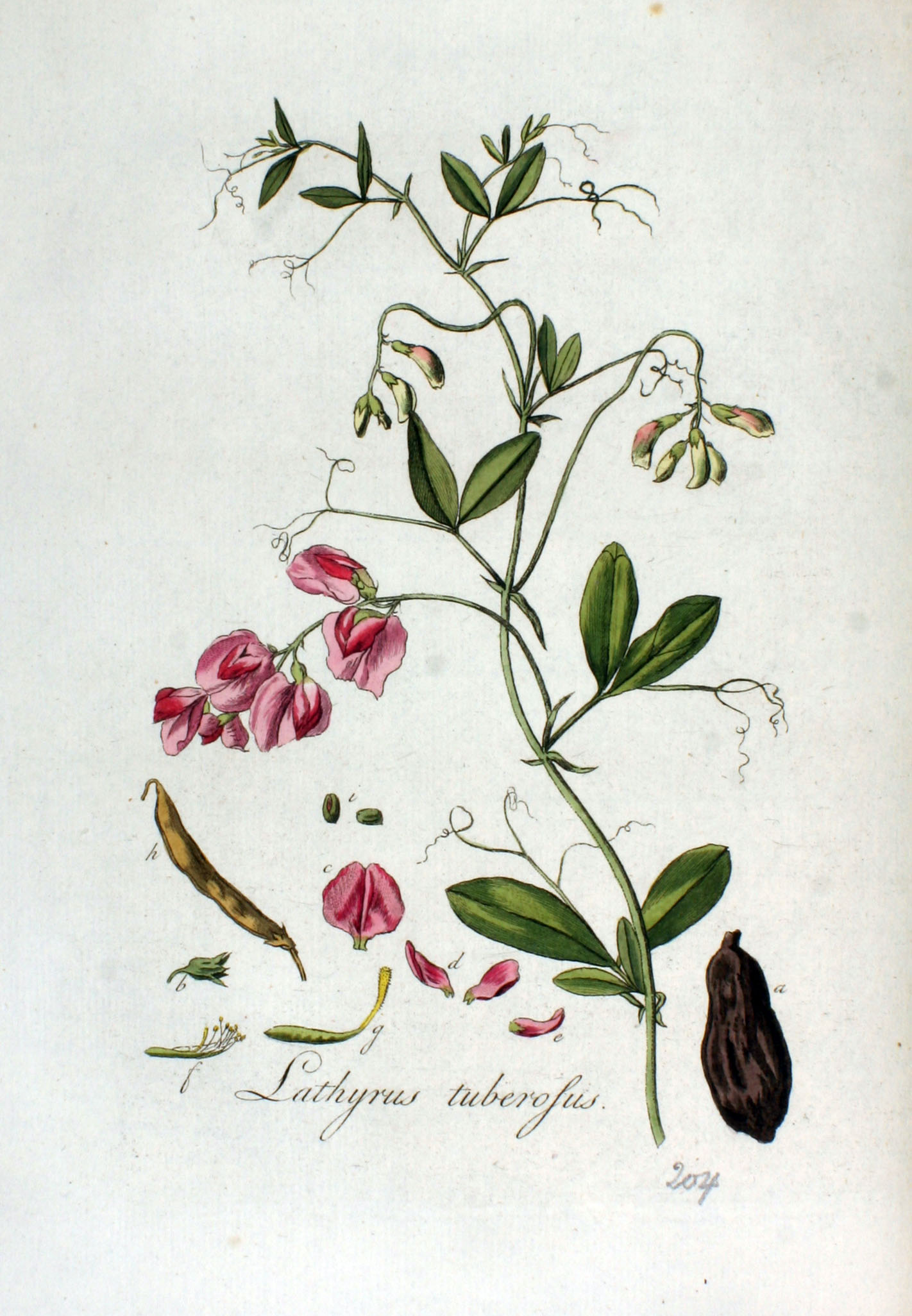
Ábrázolása egy holland botanikakönyvben (1814)